# Venus Express
La Venus Express (també abreujada VEX) fou una sonda orbital de l'Agència Espacial Europea destinada a l'estudi del planeta Venus i, especialment, de la seva atmosfera. Es tractava de la primera missió de l'Agència Espacial Europea a Venus. La Venus Express va reutilitzar elements i va aprofitar bona part del disseny de les sondes Mars Express i Rosetta, i també part de l'equip humà de control de terra d'aquestes dues missions i fou construïda per un equip de 25 empreses de 14 països europeus, sota la direcció d'EADS Astrium.
La missió fou llançada a l'espai el novembre de 2005 i va arribar a Venus a l'abril de 2006. Després de més de vuit anys retornant dades científiques a la Terra des de l'òrbita polar de Venus, la missió va concloure el desembre de 2014.

## Missió
Els objectius principals de la Venus Express van ser estudiar l'atmosfera, l'entorn de plasma i el vent solar al voltant de Venus, les característiques superficials del planeta en detall i les interaccions superfície-atmosfera. També elaborar mapes globals de temperatura del planeta.
La Venus Express fou llançada des del cosmòdrom de Baikonur (Kazakhstan) el 9 de novembre de 2005, a les 03:33 UTC, per un coet llançador Soyuz-Fregat. Encara que el llançament inicial estava previst per al 26 d'octubre va haver de ser posposat per problemes de possible contaminació en el muntatge de la càpsula Fregat. Després del llançament, el coet situà la sonda en una òrbita d'estacionament i 1 h 36 min després de l'enlairament la situà en l'òrbita de transferència final cap a Venus. L'11 de novembre de 2005 es realitzà una primera maniobra de correcció de ruta, seguida per dues més durant el viatge cap a Venus, de 153 dies de durada. L'11 d'abril de 2006 es completà amb èxit la maniobra d'inserció orbital al voltant de Venus; després de 4 setmanes més de maniobres la sonda es va col·locar en la seva òrbita operacional definitiva. Tot i que inicialment estava previst que la missió europea durés uns 500 dies terrestres, finalment al febrer de 2007 es decidí estendre la durada de la missió fins a inicis de l'any 2009; el 4 de febrer de 2009, però, l'ESA estengué el període d'operacions fins al 31 de desembre de 2009 i el 7 d'octubre de 2009 decidí perllongar la missió fins al 31 de desembre de 2012, data que posteriorment fou ajornada fins a desembre del 2014, quan es considerà la missió oficialment conclosa.

### Cronologia de vol
- 3 d'agost de 2005: Completades les proves de la Venus Express a les instal·lacions d'Astrium, a Tolosa de Llenguadoc.
- 12 d'octubre de 2005: Completada la inclusió amb l'etapa superior Fregat del llançador.
- 21 d'octubre de 2005: Contaminació detectada al carenat; llançament retardat.
- 5 de novembre de 2005: Arribada a la plataforma de llançament.
- 9 de novembre de 2005: Llançament des del cosmòdrom de Baikonur, a les 03:33 UT.
- 11 de novembre de 2005: Primera maniobra de correcció de trajectòria.
- 17 de febrer de 2006: Proves d'ignició del motor principal.[11]
- 24 de febrer de 2006: Segona maniobra de correcció de trajectòria.
- 29 de març de 2006: Tercera maniobra de correcció de trajectòria.
- 11 d'abril de 2006: Completada amb èxit la inserció orbital a Venus.[12]
- 13 d'abril de 2006: Proves amb èxit dels instruments d'abord; obtingudes les primeres imatges.[13]
- 7 de maig de 2006: Assolida amb èxit l'òrbita final operativa: una òrbita polar amb l'apocentre a 250 km d'altura i el pericentre a 66.000 km.[14]
- 19 de setembre de 2007: Fi de la missió inicial, s'aprova la seva continuació.

## Disseny de la sonda i instrumentació
En la proposta original de la missió, el 2001, es preveia reutilitzar el disseny de la missió Mars Express. Tot i així, les característiques especials de Venus obligaren a modificar-ne alguns aspectes, especialment pel que fa al control i l'aïllament tèrmic, les comunicacions i l'alimentació elèctrica. Com Venus està molt més a prop del Sol que Mart, l'escalfament per radiació és quatre vegades superior i els nivells de radiació ionitzant són molt més elevats; per altra banda, la major proximitat al Sol també implica un ús més efectiu dels panells solars.
La Venus Express consisteix en un paral·lelepípede d'alumini gairebé cúbic d'1,5 x 1,8 x 1,4 metres, amb una massa en el moment del llançament de 1250 kg (incloent-hi 570 kg de propel·lent). En ell s'inclouen part dels instruments científics i el sistema de propulsió, format per un coet principal amb un empenyiment de 400 N i 8 impulsors de maniobra de 10 N cada un. L'alimentació elèctrica per als sistemes i instruments queda garantida pels panells solars d'uns 5 m², formats per cèl·lules fotovoltaiques d'arsenur de gal·li que generen una potència de 1.450 W (a Venus); a més la sonda disposa de 3 bateries de liti. La comunicació amb la Terra, amb dues antenes d'alt guany, és bidireccional en dues freqüències (bandes S/X) i es preveu una transmissió de dades d'entre 500 i 4.300 Mbits per dia.
Els principals instruments científics duts per la sonda Venus Express són:
- ASPERA-4 (Analyzer of Space Plasmas and Energetic Atoms, «Analitzador de plasma espacial i àtoms energètics»): Investigarà la interacció entre el vent solar i l'atmosfera de Venus i estudiarà la distribució global d'electrons, ions i àtoms neutres d'alta energia. És un instrument adaptat de l'ASPERA-3 de la sonda Mars Express, per a l'ambient més hostil de Venus.
- MAG: Magnetòmetre dissenyat per explorar el camp magnètic de Venus a alta resolució, determinant la ionosfera i les diverses fronteres entre les principals regions de plasma. És un instrument adaptat del ROMAP de la missió Rosetta.
- PFS (Planetary Fourier Spectrometer, «Espectròmetre de Fourier planetari»): Espectròmetre de gran resolució espectral que opera en l'infraroig entre 0,9 µm i 45 µm. Realitzarà sondejos verticals de l'atmosfera de Venus, buscarà constituents de l'atmosfera que encara no s'han detectat però que podrien ser-hi presents i estudiarà els aerosols atmosfèrics i els processos d'intercanvi atmosfera-superfície. El disseny està adaptat d'un instrument anterior a bord de la missió Mars Express.
- SPICAV (Spectroscopy for Investigation of Characteristics of the Atmosphere of Venus): Es tracta d'un espectròmetre visual adaptat de l'instrument SPICAM de la missió Mars Express. Compta, a més, amb un canal addicional anomenat SOIR (Solar Occultation at Infrared) per a observar les ocultacions del Sol a través de l'atmosfera de Venus, el que permetrà obtenir informació d'ambdós cossos.
- VeRa (Venus Radio Science): És un instrument que permetrà la transmissió de senyals de ràdio emesos per la sonda a través de l'atmosfera o reflectides des de la superfície. El senyal serà captat des d'estacions de ràdio a la Terra proporcionant dades sobre la ionosfera, l'atmosfera i la superfície del planeta. Aquest instrument està adaptat d'un instrument equivalent a bord de la missió Rosetta.
- VIRTIS (Visible and Infrared Thermal Imaging Spectrometer): És un espectròmetre d'imatges capaç d'obtenir imatges multiespectrals en l'infraroig, el visible i l'ultraviolat proper. Estudiarà diverses capes de l'atmosfera, la temperatura de la superfície i els processos d'intercanvi atmosfera-superfície.
- VMC (Venus Monitoring Camera): Una càmera CCD amb diversos filtres que permetrà observar el planeta en diferents bandes espectrals. Tot i que és impossible observar la superfície de Venus amb llum visible, a causa de la densa capa de núvols de l'atmosfera, aquesta càmera per al visible i l'ultraviolat, amb l'objectiu de detectar llamps i observar les capes superiors de núvols.

## Resultats científics
Els primers resultats es publicaren en la revista Nature el 29 de novembre de 2007. Incloïen dades sobre el passat de l'atmosfera de Venus (més rica en aigua), el descobriment d'un vòrtex dipolar a la regió polar sud i la presència de llampecs elèctrics en els núvols d'àcid sulfúric del planeta, la relació dels quals amb el fenomen de les llums Ashen es troba per determinar.
Altres resultats posteriors inclouen la troballa en maig del 2008 per part dels instruments VIRTIS de la sonda del grup hidroxil (OH) en l'atmosfera de Venus.